# Lacave, Lot
Lacave, Lot là một xã thuộc tỉnh Lot trong vùng Occitanie phía tây nam nước Pháp.